# ماري بيث نورتن
ماري بيث نورتن (بالإنجليزية: Mary Beth Norton)‏ هي مؤرخة أمريكية، ولدت في 25 مارس 1943 في آن آربر في الولايات المتحدة.